# Weikko Läheniemi
Weikko Matti Läheniemi, född 22 juni 1893 i Räisälä, död 15 april 1918 mellan Kauksamo och Kivinebb (stupad), var en finländsk jägarfänrik under första världskriget och finska inbördeskriget.

## Biografi
Läheniemi var son till jordbrukaren Matti Läheniemi och Aina Maria Streng. Han studerade vid en folkskola, gick två år vid Kexholms samskola och avlade studier vid Finlands nationalteaters elevskola 1915. Samma år begav han sig till Tyskland och tog värvning vid 27. jägarbataljonens 1. kompani. Under första världskriget stred han vid tyska fronten och närvarade under striderna vid Missé och Aa. 1917 deltog han vid artillerikursen i Polangen. Läheniemi ankom tillsammans med den nu finska jägarbataljonen till Lovisa stad med ubåten UC 57 i november 1917. Läheniemi var plutonchef för 1. maskingevärskompaniet, Woldemar Hägglund anförde 3. kompaniet, Väinö Strömberg 1. maskingevärskompaniet, Sulo-Veikko Pekkola 2. maskingevärskompaniet, Einar Wichmann 2. kompaniet och underrättelsekompanierna anfördes av Leo Ekberg och Taavetti Tenhunen.
Återkommen till Finland kommenderades Läheniemi till Kotkas flottkår och hamnade i de rödas fångenskap när flottkåren erövrades. Läheniemi frigavs dock några dagar senare. Sedermera fick Läheniemi tillfälle att återvända till Räisälä och fortsatte sin militärutbildning. Vid finska inbördeskrigets utbrott blev Läheniemi kompanichef vid trupperna i Rautus och organiserade IV bataljonen i Karelen. Han sårades först den 27 februari 1918 och blev allvarligare skadad den 15 mars, varvid han intogs på militärsjukhus. Han återkom dock snart i tjänst och begav sig till trupperna vid fronten Den 27 mars blev han befälhavare vid 3. bataljonen vid Karelens 1. regemente. Läheniemi stupade den 15 april mellan byarna Kauksamo och Kivinebb. Läheniemi var ogift och begravdes i närheten av sitt hem i Räisälä.